# Мейджор, Джон Чарльз
Достопочтенный Джон Ч. Ме́йджор (англ. John C. Major; род. 20 февраля 1931) — бывший судья Верховного суда Канады. Он был младшим судьёй (1992—2005).
Родился в Маттаве (Онтарио), в 1953 году получил степень бакалавра коммерции в университетском колледже Лойолы, а в 1957 году — степень бакалавра права на юридическом факультете Торонтского университета. 34 года работал в Калгари как партнёр в юридической конторе. С 1975 по 1985 годы был главным адвокатом Калгарийской полицейской службы. 11 июля 1991 года назначен в Апелляционный суд Альберты, где началась его судейская карьера.